# Metriomantis occidentalis
Metriomantis occidentalis es una especie de mantis de la familia Mantidae.

## Distribución geográfica
Se encuentra en Ecuador y Colombia.